# وحدات قياس الطاقة
يمكن اعتبار وحدات قياس الطاقة أو وحدة طاقوية هي نفس واحدت قياس الشغل في نظام الوحدات الدولي (SI). فكلاهما يتم قياسه بوحدة الجول و رمزها هو (J) وسميت على اسم الفيزيائي الإنجليزي جيمس بريسكوت جول تكريما لتجاربه في مجال الميكانيكا الحرارية.

وفي نظام الوحدات الدولية الأساسية فإن 1 جول = 1 نيوتن متر.
{\displaystyle 1\ \mathrm {J} =1\ \mathrm {kg} \left({\frac {\mathrm {m} }{\mathrm {s} }}\right)^{2}=1\ {\frac {\mathrm {kg} \cdot \mathrm {m} ^{2}}{\mathrm {s} ^{2}}}}
بينما وحدة قياس الطاقة في الفيزياء الذرية وفيزياء الجسيمات هي الإلكترون فولت ورمزها ( eV) , و 1 إلكترون فولت = 1.6023×10−19 جول. بينما في علم المطيافية ( قياس الطيف ) فإن وحدة قياسها م−1 تساوي 0.000123986 إلكترون فولت والتي تستخدم في التعبير عن الطاقة لأن الطاقة تتناسب عكسيا مع الطول الموجي من المعادلة التالية :
{\displaystyle E=h\nu =hc/\lambda }
ويستخدم مكافيء تي إن تي ( مكافئ TNT ) كوحدة قياس لتقدير الطاقة الناتجة عن الإنفجارات ، أو لتقدير الطاقة المنطلقة من انفجار مفاجئ مثل سقوط أحد النيازك على الأرض.
ويتم استخدام أيضا مكافئ برميل النفط وطن نفط مكافئ كوحدات قياس للطاقة.

## وحدات القياس العرفية الأمريكية
في الولايات المتحدة الأمريكية لا يتم استخدام نظام الوحدات الدولي بشكل أساسي، وإنما يتم استخدام نظام وحدات القياس العرفية الأمريكية. فيتم قياس كل من الطاقة والشغل بوحدة باوند / قدم وتعادل 1.3558 جول. و يتم استخدام الوحدة الحرارية البريطانية كوحدة لقياس الطاقة. 

## الوحدة الحرارية البريطانية
في المملكة المتحدة يتم استخدام الوحدة الحرارية البريطانية كوحدة لقياس الطاقة وتساوي 1055 جول.وتعرف بأنها كمية الطاقة اللازمة لتسخين 1 باوند (1 رطل) من الماء درجة واحدة فهرنهايت. وهي تستخدم في محطات توليد الطاقة الكهربائية، وفي مولدات البحار، وفي صناعة التسخين، وصناعة تكييف الهواء.

## الكهرباء
في الكهرباء يتم استخدام كيلوواط ساعي (ك.و.س) كوحدة قياس للطاقة.

1 ك.و.س = 3.6 ميجا جول = 3.6 * 610 جول. 

وهي تتناسب مع معدل الاستهلاك المنزلي السنوي من الكهرباء.

## الغاز الطبيعي
يتم بيع الغاز الطبيعي في الولايات المتحدة بوحدات حرارية أو 100 قدم مكعب , 1 وحدة حرارية = 105.5 ميجا جول. بينما يباع الغاز في باقي أنحاء العالم بالجيجا جول. 

## الصناعات الغذائية
يتم استخدام السعرة الحرارية أو الكالوري كوحدة لقياس الطاقة الحرارية , وهي كمية الحرارة اللازمة لرفع درجة حرارة 1 جرام من الماء 1 درجة مئوية وهي تساوي بالتقريب 4.1868 جول.

## الفيزياء الذرية والكيمياء
في الفيزياء الذرية والكيمياء لا يتم استخدام نظام الوحدات الدولية الأساسية لقياس الطاقة وإنما يتم استخدام الإلكترون فولت كوحدة قياس. ويتم استخدام وحدة الهارتري أيضا. 

## المطيافية
في المطيافية يتم قياس الطاقة باستخدام وحدة م−1.

## الإنفجارات
ويستخدم مكافيء تي إن تي ( مكافئ TNT ) كوحدة قياس لتقدير الطاقة الناتجة عن الإنفجارات ، أو لتقدير الطاقة المنطلقة من انفجار مفاجئ مثل سقوط أحد النيازك على الأرض.
1 جرام تي إن تي = 1000 سعرة حرارية = 4184 جول.
.